# Koziułkowate
Koziułkowate, komarnice (Tipulidae) – rodzina owadów z rzędu muchówek.
Ich odnóża mogą oderwać się od reszty ciała, co może je ratować po złapaniu przez ptaki.
Większość osiąga do 60 mm długości, niektóre tropikalne gatunki nawet ponad 100 mm. Samice mają wypukłe od strony brzusznej odwłoki z powodu zgromadzonych jaj oraz spiczaste pokładełka służące do ich składania.
Larwy mają szarą barwę, podłużny, walcowaty, zwężający się ku głowie kształt i wyciąganą głowę; pozbawione są odnóży krocznych. Zazwyczaj ostatni segment brzuszny ma kilka palczastych wyrostków. Żerują na opadłych liściach, igłach drzew iglastych, spróchniałym drewnie, w ściółce, na terenach podmokłych, niekiedy w zbiornikach słodkowodnych. Niektóre gatunki żerują na korzeniach traw i innych roślin, będąc szkodnikami zbóż, warzyw, szkółek drzew, niekiedy w stopniu uszkadzającym rośliny.
Obecnie zostało już opisanych co najmniej 14 000 gatunków (np. koziułkowiec); stanowią największą rodzinę spośród dwuskrzydłych.